# Благодатский сельсовет
Благодатский сельсовет — сельское поселение в Карасукском районе Новосибирской области Российской Федерации.
Административный центр — село Благодатное.

## История
Статус и границы сельского поселения установлены Законом Новосибирской области от 2 июня 2004 года № 200-ОЗ «О статусе и границах муниципальных образований Новосибирской области»

## Население
| 2002  | 2010  | 2012  | 2013  | 2014  | 2015  | 2016  |
| ----- | ----- | ----- | ----- | ----- | ----- | ----- |
| 2351  | ↘2201 | ↘2148 | ↘2050 | ↘2030 | ↘2018 | ↘1999 |
| 2017  | 2018  | 2019  | 2020  | 2021  |       |       |
| ↘1969 | ↘1954 | ↘1927 | ↘1916 | ↗1924 |       |       |

## Состав сельского поселения
| №  | Населённый пункт | Тип населённого пункта       | Население |
| -- | ---------------- | ---------------------------- | --------- |
| 1  | Благодатное      | село, административный центр | ↘777      |
| 2  | Озерное Приволье | железнодорожный разъезд      | ↘19       |
| 3  | Осолодино        | железнодорожная станция      | ↘105      |
| 4  | Стеклянный       | аул                          | ↗11       |
| 5  | Чебачий          | железнодорожная станция      | ↘24       |
| 6  | Чебачье          | посёлок                      | ↗2        |
| 7  | Чернозерка       | посёлок                      | ↗204      |
| 8  | Шилово-Курья     | село                         | ↗755      |
| 9  | Ягодный          | посёлок                      | ↘263      |
| 10 | 206 км           | железнодорожная станция      | ↘12       |
| 11 | 391 км           | железнодорожная станция      | ↘29       |

### Упразднённые населённые пункты
- Баской —  упразднённый в 1983 году посёлок.
- Ольговка — упразднённый в 1971 году посёлок.
- Покровка — упразднённый в 1971 году посёлок.
- Октябрь — упразднённый в 1982 году посёлок.